# Syzygium concinnum
Syzygium concinnum là một loài thực vật có hoa trong Họ Đào kim nương. Loài này được (A.C.Sm.) Craven & Biffin mô tả khoa học đầu tiên năm 2006.